# 13 Horas: Los soldados secretos de Bengasi
13 Horas: Los soldados secretos de Bengasi (título original en inglés: 13 Hours: The Secret Soldiers of Benghazi) es una película estadounidense producida y dirigida por Michael Bay y escrita por Chuck Hogan, basada en el libro de 2013 13 Horas, de Mitchell Zuckoff. Es la historia de los seis miembros de un equipo de seguridad que lucharon para defender el complejo diplomático estadounidense en Bengasi, después del ataque de terroristas islamistas radicales el 11 de septiembre de 2012. La película está protagonizada por James Badge Dale, John Krasinski, Max Martini, Toby Stephens, Pablo Schreiber, David Denman, Dominic Fumusa y Freddie Stroma. El rodaje comenzó el 27 de abril de 2015, en Malta. La película fue estrenada el 15 de enero de 2016, por Paramount Pictures.

## Sinopsis
En la noche del 11 de septiembre de 2012, en el 11.º aniversario de los ataques del 11 de septiembre, un grupo de militantes islámistas atacan el complejo diplomático estadounidense y un anexo cercano de la CIA en Bengasi, Libia. Mataron a cuatro estadounidenses, incluido el embajador de Estados Unidos, Christopher Stevens, quien inhaló humo y murió asfixiado. Un equipo de Operaciones Especiales de Estados Unidos de seis hombres formado por dos ex Navy SEALs, tres ex Marines y un ex ranger que trabajaban como seguridad privada para la CIA, fueron enviados en defensa de los estadounidenses que todavía estaban vivos.

## Reparto
| Actor            | Personaje                     | Descripción |
| ---------------- | ----------------------------- | --- |
| John Krasinski   | Jack Da Silva                 | |
| James Badge Dale | Tyrone Woods                  | |
| Max Martini      | Oz                            | |
| Toby Stephens    | Glen Doherty                  | Oficial del Global Response Staff (GRS) y uno de los miembros del equipo de seguridad, también es un buen amigo del personaje de Krasinski. |
| Pablo Schreiber  | Tanto                         | |
| David Denman     | Boon                          | |
| Dominic Fumusa   | John "Tig" Tiegen             | Ex-infante de marina y uno de los miembros del equipo de seguridad.                                                                         |
| Freddie Stroma   |                               | Agente encubierto de la CIA en Libia. |
| David Costabile  | El Jefe                       | |
| Alexia Barlier   | Sona Jillani                  | |
| Andrei Claude    | Bandolera                     | Líder de una milicia que llevan a cabo los ataques contra la embajada de Estados Unidos y el anexo de la CIA en Bengasi.                    |
| Matt Letscher    | Embajador Christopher Stevens | |
| David Giuntoli   | Scott                         | |

## Producción
El 10 de febrero de 2014 se anunció que Paramount Pictures estaba en conversaciones con 3 Arts Entertainment para adquirir los derechos cinematográficos del libro 13 Horas escrito por Mitchell Zuckoff, que Erwin Stoff produciría. Chuck Hogan fue elegido para adaptar la novela, basada en los hechos reales del ataque por militantes islámicos en el complejo diplomático estadounidense en Bengasi, Libia, en la tarde del 11 de septiembre de 2012. La película se centra en seis miembros de un equipo de seguridad que luchó por defender a los estadounidenses estacionados allí. El 29 de octubre de 2014, Michael Bay fue elegido para dirigir y producir la película de thriller.
El 14 de enero de 2015, John Krasinski se unió al elenco de la película para interpretar uno de los papeles principales como un Navy SEAL. El 3 de febrero, Pablo Schreiber también firmó un contrato para protagonizar la película, interpretando a Kris "Tanto" Paronto, uno de los integrantes del equipo de seguridad de seis hombres. El 6 de febrero, James Badge Dale confirmó su participación en la película para protagonizar el papel de líder del equipo de seguridad. Max Martini fue incluido al reparto como otro miembro del equipo de seguridad, el 17 de febrero de 2015. El 3 de marzo de 2015 David Denman firmó contrato para protagonizar la película, interpretando a Boon, un francotirador de élite. El 5 de marzo de 2015, THR informó que Dominic Fumusa también firmó para interpretar a John "Tig" Tiegen, uno de los miembros del equipo de seguridad, que también es un ex marino con experiencia en armas. Freddie Stroma fue incluido al elenco el 17 de marzo de 2015 para desempeñar el papel de un oficial encubierto de la CIA en Libia. Toby Stephens fue incluido el 7 de mayo de 2015 para interpretar a Glen "Bub" Doherty, uno de los miembros del equipo de seguridad y un oficial del Global Response Staff (GRS), que es un buen amigo del personaje de Krasinski.

### Rodaje
El rodaje comenzó el 27 de abril de 2015, en Malta y Marruecos. Un gran set de filmación fue construido en marzo de 2015 en Ta 'Qali, Malta.

## Estreno
El 30 de junio de 2015, Paramount Pictures anunció que el nuevo título sería 13 Hours: The Secret Soldiers of Benghazi y estableció que la película sería estrenada el 15 de enero de 2016 durante el fin de semana del Día de Martin Luther King Jr.. Está disponible en Netflix.

## Recepción
13 Hours: The Secret Soldiers of Benghazi ha recibido críticas mixtas de parte de la crítica. En el portal de internet Rotten Tomatoes, la película posee una aprobación de 51%, basada en 181 reseñas, con una puntuación de 5.5/10, con un consenso que dice «13 Hours: The Secret Soldiers of Benghazi es un esfuerzo del director Michael Bay por hacer algo más maduro y reservado, sin embargo, es uno que falla en hacerle justicia a la historia en la que está basado», mientras que tiene una aprobación de 86% de parte de los usuarios. La página Metacritic le ha dado a la película una puntuación de 48 de 100, basada en 36 críticas, indicando «reseñas mixtas». Las audiencias de CinemaScore le dieron al filme una puntuación de «A» en una escala de A+ a F, mientras que en el sitio IMDb los usuarios le han dado una puntuación de 7.3/10, con base en más de 130.000 votos.